# Over the Hills and Far Away (Nightwish-album)
Over the Hills and Far Away, EP från Nightwish, släpptes 2001. De låtar som är live kommer från deras DVD From Wishes to Eternity. Detta är Nightwishs sista släpp med den dåvarande basisten Sami Vänskä, som lämnade bandet strax efteråt.

## Låtar på albumet
1. "Over the Hills and Far Away" (cover på en låt av Gary Moore från albumet Wild Frontier, 1987)
2. "10:th Man Down"
3. "Away"
4. "Astral Romance" (nyinspelning)
5. "The Kinslayer" (live)
6. "She is My Sin" (live)
7. "Sacrament of Wilderness" (live)
8. "Walking in the Air" (live)
9. "Beauty and the Beast" (live)
10. "Wishmaster" (live)